# Mr. Vain
Mr. Vain – najbardziej popularny singiel niemieckiej grupy eurodance Culture Beat. Wydany w sierpniu 1993 roku jako pierwszy singiel z ich drugiej płyty Serenity. Utwór dotarł do 1. miejsca na UK Singles Chart, a na Billboardzie zajął 17. miejsce.